# Мазурин, Николай Алексеевич
Никола́й Алексе́евич Мазу́рин (1823—1903) — русский предприниматель и благотворитель; купец 1-й гильдии, потомственный почётный гражданин.

## Биография
Родился в 1823 году в Москве в купеческой семье.
После окончания Московской практической академии коммерческих наук, многие годы провёл в Санкт-Петербурге — вел торговую и предпринимательскую деятельность, был комиссионером фирмы «Алексея Мазурина сыновья», петербургским купцом 1-й гильдии (1866—1877), затем — 2-й гильдии (с 1878 года). Также ему принадлежали два доходных дома на Васильевском острове.
Был известен своей широкой благотворительной деятельностью:

Мазуринский дом призрения, около 1890 года

- около 1,4 млн рублей было использовано на строительство пятиэтажного корпуса Дома бесплатных квартир им. братьев Н. А. и А. А. Мазуриных на 500 человек;
- пожертвовал крупные капиталы Покровскому монастырю и церквям в Москве, а также в Московской и Калужской губерниях;
- в 1880 году вместе с братьями пожертвовал сто тысяч рублей Московской практической академии коммерческих наук — на стипендии студентам[3];
- около двух миллионов рублей выделено Московскому купеческому обществу на благотворительные цели, из них 500 тыс. рублей — на устройство и содержание Дома призрения им. семьи Мазуриных[4] на 100 человек.

Умер в 1903 году в Санкт-Петербурге. Похоронен по завещанию в Москве на кладбище Покровского монастыря в семейном некрополе. Женат Николай Алексеевич не был и наследников не оставил. У него было три брата — Алексей, Павел, Константин и три сестры — Александра, Надежда, Любовь.